# Qasr-e Qand
Qasr-e Qand (persiska: قَصرقَند), även kallad Borgan eller Barqan, är en stad i Iran. Den ligger i provinsen Sistan och Baluchistan, i den sydöstra delen av landet. Qasr-e Qand ligger 503 meter över havet och antalet invånare är 37 722.
Staden är administrativt centrum för delprovinsen (shahrestan) Qasr-e Qand.